# KLM uk
KLM UK was een onder de Britse vlag opererende luchtvaartmaatschappij die volledig eigendom was van KLM. De maatschappij ontstond in juli 1997 nadat KLM een 100% belang kreeg in de dan acht jaar oude, in Norwich gestationeerde, luchtvaartmaatschappij AirUK. KLM UK vloog passagiers van verschillende Britse vliegvelden naar Schiphol van waar deze eventueel door konden vliegen naar een bestemming elders in de wereld. Op deze manier probeerde KLM een stukje van de Britse markt over te nemen.

## Geschiedenis
De naam KLM UK ontstond in 1998 als voortzetting van AirUK, nadat KLM dit bedrijf in haar geheel had overgenomen. De Nederlandse maatschappij had al vanaf 1995 een meerderheidsbelang. In het jaar 2000 begon men KLM UK te ontwikkelen als lagekostenluchtvaartmaatschappij onder de naam Buzz. Deze werd in 2003 verkocht aan Ryanair.

## Overname KLM Cityhopper
De restanten van KLM UK werden in 2003 samengevoegd met KLM Cityhopper die alle vluchten van en naar het Verenigd Koninkrijk overnam. 

## Vloot
- Fokker 100
- ATR-72

### Buzz
- Boeing 737-300
- BAe 146